# Дзадзамия, Варлам Мелитонович
Варлам Мелитонович Дзадзамия (11 ноября 1916 года, село Ледзадзами, Сенакский уезд, Кутаисская губерния, Российская империя — неизвестно, Сухум, Абхазская АССР, Грузинская ССР) — грузинский партийный деятель, первый секретарь Сухумского райкома партии, Абхазская АССР, Грузинская ССР. Герой Социалистического Труда (1949).

## Биография
Родился в 1916 году в крестьянской семье в селе Ледзадзами Сенакского уезда. После получения высшего образования трудился на различных должностях в Грузинской ССР. За участие в оборонительных мероприятиях в годы Великой Отечественной войны был награждён боевой медалью «За оборону Кавказа». С середины 1940-х годов — первый секретарь Сухумского райкома партии.
В послевоенное время занимался развитием сельского хозяйства в Сухумском районе. Благодаря его руководству сельскохозяйственные предприятия Сухумского района в 1948 году перевыполнили в целом по району плановый сбор табака на 40,5 %. Указом Президиума Верховного Совета СССР от 3 мая 1949 года удостоен звания Героя Социалистического Труда за «получение высоких урожаев кукурузы и табака в 1948 году» с вручением ордена Ленина и золотой медали «Серп и Молот» (№ 3592).
Этим же Указом званием Героя Социалистчиеского Труда были награждены заведующий районным отделом сельского хозяйства Пётр Нестерович Цанава и десять тружеников различных колхозов Сухумского района.
Находился на должности первого секретаря Сухумского райкома партии до сентября 1948 года. Его преемником стал Герой Социалистического Труда Акакий Зосимович Берия.
В последующие годы трудился в министерстве здравоохранения Абхазской АССР.
После выхода на пенсию проживал в Сухуме. С 1976 года — персональный пенсионер союзного значения. Дата смерти не установлена.
Награды
- Герой Социалистического Труда
- Орден Ленина
- Медаль «За оборону Кавказа» (01.05.1944)